# Potros ITSON (fútbol americano)
Para el equipo de básquetbol, véase Potros ITSON de Obregón.
Los Potros ITSON son el equipo representativo de fútbol americano universitario del Instituto Tecnológico de Sonora, campus Ciudad Obregón. Actualmente participan en el Grupo Libertad de la Conferencia Premier CONADEIP y juegan sus partidos como local en el Campo Hundido, en Ciudad Obregón, Sonora.

## Historia
El fútbol americano comenzó a practicarse en el ITSON en 1967. Durante los sesenta y setenta, el equipo compitió en categorías inferiores contra equipos del noroeste de México.

### Liga Mayor ONEFA (1983-1993)
En 1983, el ITSON se afilia a la ONEFA en la categoría de Liga Mayor. En 1989, los Potros del ITSON se coronan invictos en la Conferencia del Pacífico Norte.

### LIMFA (1994-1998)
En 1993, los Potros abandonan la ONEFA para unirse a la Liga Mayor de Fútbol Americano del Noroeste (LIMFA). En 1997 y 1998 los Potros ITSON quedan campeones de la LIMFA.

### Segundo periodo en ONEFA (1999-2003)
Los Potros ingresan de nuevo a la ONEFA en 1999, en la Conferencia Nacional, quedando campeones de grupo en su primera temporada; sin embargo, caen en postemporada ante los Pieles Rojas IPN. En 2000, se restablece la Conferencia del Pacífico Norte, y el equipo logra el campeonato de conferencia en 2001 y 2002.

### OEFA (2004-2007)
En 2004, se disuelve la Conferencia del Pacífico Norte y nace la Organización Estudiantil de Fútbol Americano de Baja California (OEFA). Los Potros ganan el campeonato en 2006. En 2007, el ITSON termina el programa de fútbol americano de Liga Mayor para enfocarse en categorías inferiores.

### CONADEIP (2011-)
En 2011 el ITSON retoma su equipo de Liga Mayor y toca a la puerta de la OEFA. Para otoño de ese año, los equipos de la OEFA se unen a la Conferencia Premier CONADEIP.
En 2012, el ITSON llega a la final del Grupo Libertad de CONADEIP, perdiendo la final ante los Cimarrones de la UABC Tijuana. En 2013, el equipo alcanza las semifinales del Grupo Libertad, pero cae, de nuevo, ante los Cimarrones Tijuana.
La temporada 2014, los Potros quedan primeros en el Grupo Libertad y se coronan campeones venciendo a los Zorros del CETYS Mexicali en la final por marcador de 20–13, con esto, clasifican a la postemporada de la Conferencia Premier, pero pierden en cuartos de final ante Borregos CEM 36–61.
Las temporadas 2015 y 2016, los Potros ITSON son eliminados en semifinales de grupo de manera consecutiva. En 2017, el ITSON alcanza la final del Grupo Libertad, pero pierde contra los Zorros del CETYS Mexicali, 21–27.

## Temporadas
| Campeonato Nacional | Campeonato de Conferencia | Campeonato de Grupo |

| Temporada | Head coach     | Conferencia | Pos. Conf. | Pos. Gpo. | Ganados | Perdidos | Postemporada                                          |
| --------- | -------------- | ----------- | ---------- | --------- | ------- | -------- | ----------------------------------------------------- |
| 1999      | Rodrigo Zayas  | Nacional    | —          | 1.º       | 3       | 2        | Perdió en cuartos de final ante Pieles Rojas IPN 0–35 |
| 2000      | Rodrigo Zayas  | Nacional    | —          | 3.º       | 2       | 2        | —                                                     |
| 2011      | Jorge Aguilar  | Premier     | —          | 3.º       | 4       | 3        |                                                       |
| 2012      | Jorge Aguilar  | Premier     | —          |           |         |          |                                                       |
| 2013      | Jorge Aguilar  | Premier     | —          | 4.º       | 3       | 4        |                                                       |
| 2014      | Jorge Aguilar  | Premier     | —          | 1.º       | 5       | 2        |                                                       |
| 2015      | Jorge Aguilar  | Premier     | —          | 4.º       | 4       | 4        |                                                       |
| 2016      | Jorge Aguilar  | Premier     | —          | 1.º       | 6       | 2        |                                                       |
| 2017      | César Martínez | Premier     | —          | 2.º       | 5       | 2        | Perdió final ante Zorros CETYS Mexicali 21–27         |
| 2018      | César Martínez | Premier     | —          | 4.º       | 2       | 4        | Perdió en semifinales ante Borregos Querétaro 10–14   |
| 2019      | Jorge Aguilar  | Premier     | —          | 1.º       | 5       | 2        | Campeón frente a Borregos Querétaro ganando 34-33     |